# Windsor (contea di Berks)
Windsor  è una township degli Stati Uniti d'America, nella contea di Berks nello Stato della Pennsylvania. Secondo il censimento del 2000 la popolazione è di 2.392 abitanti.

## Società

### Evoluzione demografica
La composizione etnica vede una maggioranza di quella bianca (97,95%), seguita da quella afroamericana (0,59%) dati del 2000.
| township di Windsor Popolazione |       |
| 2000                            | 2.392 |
| Stima al 2009                   | 2.579 |